# Менделе Мойхер-Сфорим
Ме́нделе Мо́йхер-Сфо́рим (идиш מענדעלע מוכר ספרים‎ — «Менделе-Книгоноша», «Менделе-книгопродавец», Шолем-Янкев Абрамович, Соломон Моисеевич Абрамович; 21 декабря 1835  [2 января 1836], Копыль, Минская губерния — 25 ноября [8 декабря] 1917, Одесса, УНР) — еврейский писатель, считается основоположником современной светской литературы на идише. Классик литературы на идише и на иврите. Был учителем в Еврейском казённом училище.

## Биография
Отец писателя, Хaим-Моше,который ведал коробочным сбором и бесплатно исполнял обязанности казённого раввина, дал сыну обычное для того времени религиозное воспитание, являясь новатором в одном только отношении: он заботился о том, чтобы сын его, помимо Талмуда, изучал также Библию и еврейский язык. В 14 лет Абрамович уже обладал обширными познаниями в Талмуде и остальной раввинской науке. Но любимейшей книгой его была Библия, языком которой он под руководством отца овладел в совершенстве. К этому времени относятся его первые литературные опыты на иврите: стихотворения, в которых с лирическим пафосом воспевается красота природы. 
После смерти отца родственники отправили его в Слуцкую иешиву, где он провел тут два года; в это время его мать вышла вторично замуж, и Абрамович переселился к своему отчиму на хутор близ Копыля. Там 17-летний Абрамович писал восторженные гимны природе, подражая в языке и оборотах псалмам Давида. Затем некий Авремель Хромой увлек неопытного юношу фантастическими рассказами о своих странствованиях и Абрамович последовал за ним. Начались его долгие, томительные скитания по городам и местечкам, во время которых близко и всесторонне ознакомился с характерными особенностями внешнего быта и внутреннего содержания еврейской жизни. Наконец он добрался до Каменец-Подольска; здесь он случайно встретился с другом детства, который настоял на том, чтобы он остался в этом городе. В Каменце он познакомился с поэтом Α. Готлобером. Под руководством дочери Готлобера А. стал изучать русский и немецкий языки и первые правила арифметики. 
Сдав экзамен на звание учителя, он в 1856 году поступил на службу в местное казенное еврейское училище. В том же году появилась его первая напечатанная (в газете «Hamagid») публикация — статья о воспитании и необходимости обучать еврейских детей русскому языку и прикладным знанием. Вскоре он переселился в Бердичев, где всецело отдался литературной деятельности. В 1860 году вышел сборник его статей «Mischpath Schalom» (Мирный суд), в котором он подвергает резкой критике известного в то время писателя Э. Цвейфеля. Молодой автор сразу обратил на себя внимание. Затем он перевел на иврит естественную историю Харальд Отмар Ленца. Вскоре он пришёл к убеждению, что к народу следует обращаться на народном языке, и стал писать почти исключительно на идише.
В 1862 году редактор солидного ивритского альманаха «Ха-Мелиц» Александр Цедербаум решается выпустить «для простонародья» приложение на идише «Койл а-Мевасер» («Глас провозглашающий»). Скоро приложение разрослось и стало популярней основного издания. В 1863 году Абрамович решается дать Цедербауму первую рукопись на идише «Дос клейне менчеле» («Маленький человечек», ещё переводили как «Паразит»). Повесть была опубликована в 1864 году, и эта дата считается началом современной еврейской литературы. Затем вышли повести «Ди таксэ» (кошерный мясной налог) в 1869 и «Ди клячэ» (Кляча) в 1873 году.
В 1869 году была опубликована сатирическая пьеса Абравовича «Die Taxe oder die Bande Stodt-Baal-Tobes» («Такса, или Банда городских благодетелей»), в которой он раскрывает мрачную картину беззастенчивой эксплуатации бедных слоев еврейского населения всевластными городскими заправилами, забравшими в свои руки аренду учрежденного правительством специально еврейского налога на мясо (коробочный сбор). Бердичевские заправилы почувствовали себя глубоко оскорбленными этой сатирой, и автор принужден был покинуть город. Он переехал в Житомир, где вскоре сдал экзамен при раввинском училище. 
Поначалу Абрамович выбрал себе псевдоним «Сендерл-книгоноша» — мойхер-сфорим по-еврейски. Тогда за свою репутацию испугался Цедербаум. Ведь могли подумать, что сам редактор стоит за псевдонимом. Ведь Сендерл — уменьшительно-ласкательное от его имени Александр. В последнюю минуту решено было назвать автора (он и персонаж, от имени которого ведется рассказ) Менделе Мойхер-Сфорим. Впрочем, выбор псевдонима тоже определил успех. Роль книгонош в еврейской жизни XIX века хорошо описана в статье Александра Львова «Становление русско-еврейской интеллигенции: роль Библии в подготовке языкового сдвига», опубликованной на сайте автора. Без книгоноши в еврейской жизни нельзя было обойтись — он поставлял священные книги, молитвенники, лубочные народные книги, первые сочинения на идише для женщин и простого народа. Тайком книгоноша удовлетворял и спрос на запретную нееврейскую светскую литературу, проклинаемую раввинами. Персонаж Менделе «пошёл в народ». Он путешествовал в своей кибитке по грунтовым дорогам между Глинском и Бердичевом, встречал разных людей и рассказывал свои истории, критиковал несправедливость, делился своими соображениями о переустройстве мира и особенно — еврейской жизни в Российской империи.
Повести Мойхер-Сфорима, а затем и его роман «Фишка Хромой» стали сенсацией. Писатель резко обрушился на еврейское руководство кагал, обвиняя его в плачевном положении евреев в Российской империи. Писатель яростно атаковал разъедающую коррупцию и некомпетентность руководства еврейских общин и многочисленных благотворительных организаций, критиковал царящие там нравы, казнокрадство, блатместерство и несостоятельность — все, что, к сожалению, снова вернулось кое-где вместе с «возрождением еврейской жизни». Писатель предлагает свои решения, частью утопические, частью осуществленные позже. Менделе призывал богатых не жертвовать деньги, а способствовать профессиональному образованию, готовить хороших специалистов, творческих людей и полезных граждан. Со временем писатель понял, что его сатира слишком прямолинейна, слишком литературна, что она часто бывает устаревшей и бьёт мимо цели. Тогда в еврейскую литературу пришли молодые таланты — прежде всего Шолом-Алейхем и И.-Л. Перец. В их творчестве социальная сатира играла второстепенную роль. И Менделе Мойхер-Сфорим начал переделывать свои старые произведения, добавлять в них теплоту и доброту, сдабривать народными шутками. Он понял, что широкий читатель хочет не религиозно-общественной сатиры, не бичевания коррупции и недостатков, а историй, которые помогают понять, как можно выжить в суровом мире среди всех этих бед. «Фишка Хромой» выходил тремя переделанными изданиями — в 1869, в 1876 и последним — в 1888 году. И с каждым разом в романе смягчается сатира и полемика, зато все больше теплоты и симпатии к бедам своих героев, все больше интереса к народному юмору.
Огромный успех имела его повесть «Кляча» («Ди кляче», 1873), где, под видом несчастной, больной, всеми гонимой клячи изображена жизнь русского еврейства, угнетаемого правительственными мерами. В рассказе «Фишка Хромой» дана картина общественного строя нищих: еврейство, иногда живущее со дня на день, не знающее утром, где оно проведет ночь, не имеющее никаких определённых занятий, охарактеризовано как старая большая торба, иногда порожняя, иногда наполняющаяся то одним мусором, то другим. Самый знаменитый его роман — «Путешествие Беньямина Третьего» (1878), лирико-сатирическая фантасмагория по мотивам средневекового еврейского труда «Путешествие Биньямина из Туделы», напоминающая «Дон Кихота» Сервантеса.
Под влиянием погромов 1880-х годов в Одессе, где Абрамович с 1881 года занимал должность заведующего талмуд-торой, начался третий период его литературной деятельности, когда он, снова вернувшись к древнееврейскому языку, написал несколько повестей и рассказов, в которых, помимо представителей старого еврейства, фигурируют и люди нового поколения, стремящиеся в Палестину — подальше от погромов. Повесть «Стена плача» рассказывает о быте сутенеров и еврейских борделей XIX века. В повести точно описывается механизм торговли «живым товаром».
В одесском литературном обществе Мойхер-Сфорим был одной из самых колоритных фигур. Когда ему было около 60 лет, в Одессу приехал историк С. М. Дубнов. После встречи между ними завязалась дружба, длившаяся почти 20 лет.
В 1905 году Мойхер-Сфорим уехал в Женеву, где пробыл около двух лет, а затем вернулся в Одессу. 
Написал много стихотворений, драм и критических статей на древнееврейском языке, переводил на идиш стихами богослужебные книги. Переведённый на русский язык нравоописательный роман «Отцы и дети» (СПб., 1868) не удался автору.
На русском языке произведения Менделе до революции напечатаны в «Восходе», в «Жизни» и отдельными изданиями; некоторые ещё при его жизни были переведены также на польский язык. После революции его сочинения много издавались в СССР как на идише, так и в русских переводах, а также получили известность и на Западе.

## Известные цитаты
Печален мой напев в хоре еврейской литературы. В моих сочинениях дан образ еврея со всеми его характерными чертами, если он иной раз и поет что-нибудь веселое, издали кажется, что он плачет, заливается слезами. В его песнопениях слышатся траурные ноты. Смеется, а на глазах у него слезы. Хочет повеселиться, а из груди у него вырывается тяжкий вздох, и всегда только и слышишь: «Ох, горе горькое!» (Менделе Мойхер-Сфорим. Фишка-хромой / Пер. с идиша М. Шамбадала)

## Семья
Жена — Песя Зельмановна (Залмановна) Абрамович (в девичестве Левина), родом из Бердичева. Её отец был приверженцем еврейского просвящения — Хаскалы. В семье родилось пятеро детей — два сына и три дочери. Две старшие дочери получили образование за границей, изучая там медицину. Младшая занималась музыкой.
- Сын — Михаил Соломонович Абрамович, поэт.
  - Внук — Всеволод Михайлович Абрамович, авиатор, первым совершивший дальний перелет с пассажирами (Берлин—Петербург, 1912), погиб в авиационной катастрофе.
- Дочь — Надежда Соломоновна Абрамович (19 марта 1878, Житомир — 1943, Молотов)[4][5], автор дневников «Наш Менделе: дневники дочери Менделе Мойхер-Сфорима (Шолома Якова Абрамовича) Надежды Абрамович с комментариями и дополнениями современников и потомков. — Кишинёв: Ruxanda, 1999»[6][3].
  - Внук — Александр Владимирович Абрамович (1900—1988)[7], советский музыковед, был заместителем директора Одесской (1933—1941) и Кишинёвской (1954—1957) консерваторий, до конца жизни профессором последней. Правнучка — Елена Александровна Абрамович, доцент кафедры теории музыки Института искусств в Кишинёве[3].
- Дочь — Зинаида Шулимовна Абрамович (23 мая 1870, Житомир — ?)[8].

## Память
23 ноября 2017 года в Одессе на улице Спиридоновской, 26 установили памятную доску. Здесь было ныне уничтоженное здание общинной еврейской школы «Талмуд-Тора» (построена на средства купца П. А. Клеймана), директором которой был Менделе Мойхер-Сфорим (Соломон Абрамович, 1836—1917), и который жил по этому же адресу с 1892 по 1917 год. Доску оплатил Израильский культурный центр.

## В литературе
Упоминается в рассказе Шолом-Алейхема «Аутодафе»